# New Wave (Powerman 5000)
New Wave è l'ottavo album in studio del gruppo musicale statunitense Powerman 5000, pubblicato nel 2017.

## Tracce
1. Footsteps and Voices – 3:21
2. Hostage – 2:44
3. Sid Vicious In a Dress – 3:39
4. David Fucking Bowie – 3:13
5. Cult Leader – 3:18
6. No White Flags – 4:20
7. Thank God – 1:11
8. Die on Your Feet – 2:31
9. Get a Life – 2:51
10. Run for Your Life – 3:05

## Formazione
Gruppo
- Spider One – voce
- Ryan Hernandez – chitarra
- Ty Oliver – chitarra
- Murv Douglas – basso
- DJ Rattan – batteria

Altri musicisti
- Greg Johnson – chitarra
- Kevin Garcia – batteria